# Remiremont
Remiremont és un municipi francès, situat al departament dels Vosges i a la regió del Gran Est. L'any 2007 tenia 8.104 habitants.

## Demografia

### Població
El 2007 la població de fet de Remiremont era de 8.104 persones. Hi havia 3.880 famílies, de les quals 1.868 eren unipersonals (700 homes vivint sols i 1.168 dones vivint soles), 860 parelles sense fills, 736 parelles amb fills i 416 famílies monoparentals amb fills.
La població ha evolucionat segons el següent gràfic:
Habitants censats

### Habitatges
El 2007 hi havia 4.832 habitatges, 3.968 eren l'habitatge principal de la família, 131 eren segones residències i 733 estaven desocupats. 1.252 eren cases i 3.501 eren apartaments. Dels 3.968 habitatges principals, 1.613 estaven ocupats pels seus propietaris, 2.265 estaven llogats i ocupats pels llogaters i 90 estaven cedits a títol gratuït; 203 tenien una cambra, 694 en tenien dues, 1.126 en tenien tres, 966 en tenien quatre i 979 en tenien cinc o més. 2.098 habitatges disposaven pel capbaix d'una plaça de pàrquing. A 2.185 habitatges hi havia un automòbil i a 741 n'hi havia dos o més.

### Piràmide de població
La piràmide de població per edats i sexe el 2009 era:
| Homes | Edats   | Dones |
| ----- | ------- | ----- |
| 4     | 95 o +  | 40    |
| 20    | 90 a 94 | 104   |
| 44    | 85 a 89 | 132   |
| 60    | 80 a 84 | 148   |
| 176   | 75 a 79 | 264   |
| 136   | 70 a 74 | 336   |
| 124   | 65 a 69 | 220   |
| 172   | 60 a 64 | 200   |
| 192   | 55 a 59 | 184   |
| 280   | 50 a 54 | 276   |
| 228   | 45 a 49 | 280   |
| 260   | 40 a 44 | 336   |
| 284   | 35 a 39 | 240   |
| 329   | 30 a 34 | 288   |
| 341   | 25 a 29 | 344   |
| 234   | 20 a 24 | 292   |
| 244   | 15 a 19 | 266   |
| 252   | 10 a 14 | 252   |
| 244   | 5 a 9   | 244   |
| 220   | 0 a 4   | 260   |

## Economia
El 2007 la població en edat de treballar era de 5.057 persones, 3.557 eren actives i 1.500 eren inactives. De les 3.557 persones actives 3.005 estaven ocupades (1.547 homes i 1.458 dones) i 552 estaven aturades (280 homes i 272 dones). De les 1.500 persones inactives 464 estaven jubilades, 530 estaven estudiant i 506 estaven classificades com a «altres inactius».

### Ingressos
El 2009 a Remiremont hi havia 3.929 unitats fiscals que integraven 7.696,5 persones, la mediana anual d'ingressos fiscals per persona era de 15.594 €.

### Activitats econòmiques
Dels 696 establiments que hi havia el 2007, 15 eren d'empreses extractives, 14 d'empreses alimentàries, 5 d'empreses de fabricació de material elèctric, 15 d'empreses de fabricació d'altres productes industrials, 46 d'empreses de construcció, 195 d'empreses de comerç i reparació d'automòbils, 15 d'empreses de transport, 53 d'empreses d'hostatgeria i restauració, 8 d'empreses d'informació i comunicació, 59 d'empreses financeres, 52 d'empreses immobiliàries, 69 d'empreses de serveis, 97 d'entitats de l'administració pública i 53 d'empreses classificades com a «altres activitats de serveis».
Dels 163 establiments de servei als particulars que hi havia el 2009, 1 era una comissaria de policia, 1 oficina d'administració d'Hisenda pública, 2 oficines del servei públic d'ocupació, 1 gendarmeria, 2 oficines de correu, 10 oficines bancàries, 3 funeràries, 7 tallers de reparació d'automòbils i de material agrícola, 1 taller d'inspecció tècnica de vehicles, 7 autoescoles, 4 paletes, 10 guixaires pintors, 5 fusteries, 7 lampisteries, 4 electricistes, 3 empreses de construcció, 23 perruqueries, 2 veterinaris, 9 agències de treball temporal, 31 restaurants, 20 agències immobiliàries, 4 tintoreries i 6 salons de bellesa.
Dels 88 establiments comercials que hi havia el 2009, 1 era, 2 supermercats, 1 un supermercat, 2 botiges de menys de 120 m², 11 fleques, 4 carnisseries, 6 llibreries, 33 botigues de roba, 5 botigues d'equipament de la llar, 4 sabateries, 1 una sabateria, 3 botigues de mobles, 2 botigues de material esportiu, 1 una botiga de material de revestiment de parets i terra, 1 un drogueria, 4 joieries i 7 floristeries.
L'any 2000 a Remiremont hi havia 11 explotacions agrícoles que ocupaven un total de 112 hectàrees.

## Equipaments sanitaris i escolars
El 2009 hi havia 1 hospital de tractaments de curta durada, 1 hospital de tractaments de mitja durada (seguiment i rehabilitació, 1 un hospital de tractaments de llarga durada, 4 psiquiàtrics, 1 centre d'urgències, 1 maternitat, 1 centre de salut, 5 farmàcies i 1 ambulància.
El 2009 hi havia 1 escola maternal i 5 escoles elementals. A Remiremont hi havia 3 col·legis d'educació secundària, 2 liceus d'ensenyament general i 2 liceus tecnològics. Als col·legis d'educació secundària hi havia 1.261 alumnes, als liceus d'ensenyament general n'hi havia 1.501 i als liceus tecnològics 600.
Remiremont disposava d'un centre de formació no universitària superior de formació sanitària.

## Poblacions més properes
El següent diagrama mostra les poblacions més properes.

## Personalitats destacades
- Alix Le Clerc (1576-1622), beata, religiosa fundadora
- Nabil Baba (1981), futbolista
- Steve Chainel (1983), ciclista